# Beauvais
Beauvais là tỉnh lỵ của tỉnh Oise, thuộc vùng Hauts-de-France của nước Pháp, có dân số là 54.100 người (thời điểm 2005).

## Khí hậu
Beauvais có khí hậu đại dương (phân loại khí hậu Köppen Cfb).
| Dữ liệu khí hậu của Beauvais            | Dữ liệu khí hậu của Beauvais | Dữ liệu khí hậu của Beauvais | Dữ liệu khí hậu của Beauvais | Dữ liệu khí hậu của Beauvais | Dữ liệu khí hậu của Beauvais | Dữ liệu khí hậu của Beauvais | Dữ liệu khí hậu của Beauvais | Dữ liệu khí hậu của Beauvais | Dữ liệu khí hậu của Beauvais | Dữ liệu khí hậu của Beauvais | Dữ liệu khí hậu của Beauvais | Dữ liệu khí hậu của Beauvais | Dữ liệu khí hậu của Beauvais |
| Tháng                                   | 1                            | 2                            | 3                            | 4                            | 5                            | 6                            | 7                            | 8                            | 9                            | 10                           | 11                           | 12                           | Năm                          |
| --------------------------------------- | ---------------------------- | ---------------------------- | ---------------------------- | ---------------------------- | ---------------------------- | ---------------------------- | ---------------------------- | ---------------------------- | ---------------------------- | ---------------------------- | ---------------------------- | ---------------------------- | ---------------------------- |
| Cao kỉ lục °C (°F)                      | 15.6 (60.1)                  | 20.4 (68.7)                  | 23.5 (74.3)                  | 28.4 (83.1)                  | 31.2 (88.2)                  | 36.9 (98.4)                  | 41.6 (106.9)                 | 39.0 (102.2)                 | 33.9 (93.0)                  | 28.2 (82.8)                  | 20.2 (68.4)                  | 17.0 (62.6)                  | 41.6 (106.9)                 |
| Trung bình ngày tối đa °C (°F)          | 6.3 (43.3)                   | 7.3 (45.1)                   | 11.1 (52.0)                  | 14.3 (57.7)                  | 18.2 (64.8)                  | 21.2 (70.2)                  | 23.9 (75.0)                  | 23.9 (75.0)                  | 20.2 (68.4)                  | 15.5 (59.9)                  | 10.1 (50.2)                  | 6.6 (43.9)                   | 14.9 (58.8)                  |
| Tối thiểu trung bình ngày °C (°F)       | 1.0 (33.8)                   | 0.9 (33.6)                   | 3.0 (37.4)                   | 4.5 (40.1)                   | 8.0 (46.4)                   | 10.8 (51.4)                  | 12.9 (55.2)                  | 12.8 (55.0)                  | 10.2 (50.4)                  | 7.6 (45.7)                   | 3.9 (39.0)                   | 1.5 (34.7)                   | 6.5 (43.7)                   |
| Thấp kỉ lục °C (°F)                     | −19.7 (−3.5)                 | −16.8 (1.8)                  | −12.1 (10.2)                 | −6.9 (19.6)                  | −2.2 (28.0)                  | 1.2 (34.2)                   | 3.6 (38.5)                   | 3.9 (39.0)                   | −0.5 (31.1)                  | −5.0 (23.0)                  | −10.9 (12.4)                 | −15.7 (3.7)                  | −19.7 (−3.5)                 |
| Lượng Giáng thủy trung bình mm (inches) | 57.5 (2.26)                  | 45.5 (1.79)                  | 53.4 (2.10)                  | 48.6 (1.91)                  | 58.9 (2.32)                  | 57.1 (2.25)                  | 54.0 (2.13)                  | 51.7 (2.04)                  | 54.2 (2.13)                  | 63.8 (2.51)                  | 56.1 (2.21)                  | 68.6 (2.70)                  | 669.4 (26.35)                |
| Số ngày giáng thủy trung bình           | 11.2                         | 9.2                          | 10.6                         | 9.7                          | 10.2                         | 8.5                          | 8.3                          | 7.5                          | 8.6                          | 10.3                         | 10.9                         | 11.8                         | 116.9                        |
| Số ngày tuyết rơi trung bình            | 4.7                          | 4.1                          | 3.3                          | 1.0                          | 0.1                          | 0.0                          | 0.0                          | 0.0                          | 0.0                          | 0.0                          | 1.6                          | 3.0                          | 17.8                         |
| Độ ẩm tương đối trung bình (%)          | 89                           | 85                           | 82                           | 81                           | 76                           | 74                           | 74                           | 72                           | 81                           | 86                           | 88                           | 90                           | 81.5                         |
| Số giờ nắng trung bình tháng            | 65.2                         | 76.7                         | 124.0                        | 171.5                        | 198.9                        | 211.8                        | 217.4                        | 210.1                        | 162.0                        | 112.2                        | 66.9                         | 52.6                         | 1.669,4                      |
| Nguồn 1: Meteo France                   |                              |                              |                              |                              |                              |                              |                              |                              |                              |                              |                              |                              |                              |
| Nguồn 2: Infoclimat.fr                  |                              |                              |                              |                              |                              |                              |                              |                              |                              |                              |                              |                              |                              |

## Những người con của thành phố
- Alfred Des Cloizeaux, nhà khoáng vật học
- Arnaud Coyot, vận động viên đua xe đạp
- Hubert de Givenchy, nhà thiết kế y phục thời trang, thiết kế mẫu
- Henri Léon Lebesgue, nhà toán học
- Jean Baptiste Louis Georges Seroux d'Agincourt, nhà khảo cổ, sử gia về nghệ thuật
- Clement Lenglet, cầu thủ bóng đá đang chơi cho FC Barcelona